# Crédit foncier colonial
Le Crédit foncier colonial est une banque française qui était active alors que le pays disposait d'un Empire colonial. Fondée en 1860 sous le nom de Crédit colonial, elle prit son nom le plus connu en 1863. En situation de monopole dans certaines colonies, elle eut une importance majeure, par exemple, pour l'économie de La Réunion avant la départementalisation.

## Histoire

### Débuts auXIXesiècle
La société du Crédit colonial est constituée par actes passés devant le notaire parisien Cottin en octobre 1860. La création en tant que compagnie anonyme est autorisée par décret impérial du 24 octobre 1860.
Le premier président en est Alphonse Pinard, du Comptoir national d'escompte de Paris. On trouve dans le premier conseil d'administration le banquier Bischoffsheim, Adolphe-Amand Boissaye (Comptoir d'escompte), le comte de Bouillé (délégué de la Guadeloupe), Cottin, Georges Imhaus (délégué de la Réunion), le baron de Lareinty (délégué de la Martinique), Malavois et Ch. Robin. Seront par la suite administrateurs notamment Gérard West, Louis Wolowski, Édouard Hentsch, Guillaume Denière, Louis Passy, Henri-Joseph Dugué de La Fauconnerie, Paul Teisonnière, André Germain Prétavoine, Maurice Hachette, Albert Aupetit, Charles Schneider, Georges Vernes, Charles-Albert de Boissieu, Gilbert Hersent, Jean de Margerie, Jean Terray, Jacques Faure, Joseph de La Taille-Trétinville, Michel Bolloré, etc.
On retrouve notamment, au nombre des censeurs, Jacques Siegfried et Amédée Lefèvre-Pontalis.
Adolphe-Amand Boissaye en devient le second président en 1872, après le décès de Pinard.
Par un jugement en date du 19 janvier 1892, le tribunal de commerce de la Seine prononce la liquidation judiciaire du Crédit foncier colonial.

### Le boom colonial des années 1920
La Société de Crédit foncier colonial se transforme en société anonyme libre en 1921. Elle prend le nom de Crédit foncier colonial et de banque en 1924, de Société de Banque et de participation en 1956, puis Via Banque (après sa reprise par la Compagnie de navigation mixte).
Parallèlement, de nouveaux établissements apparaissent avec l'expansion agricole dans plusieurs colonies lors des années 1920. Le boom de la deuxième moitié des années 1920 est amplifié par la politique de crédit de la Banque de l’Indochine, transformée en « banque centrale des colonies ». Le Crédit Foncier de l’Indochine (CFI) créé en février 1923 se voit dévolu les prêts hypothécaires fonciers, dans le secteur alors très actif des transactions immobilières. La Banque de l’Indochine apporte un sixième du capital (un million sur 6 millions de francs) de départ, et assume les postes de président, vice-président et administrateur-délégué.
Sa croissance explosive l'amène à collecter en moins de cinq ans, trois augmentations de capital, qui le porte à 110 millions de francs en 1927. En 1928, il obtient un statut autonome en devenant le Crédit Foncier Agricole de l’Indochine. Au cours de cette période, à la veille de la grande crise qui suit le Krach de 1929, cet établissement est au centre de la dynamique de l’inflation du crédit agricole aux propriétaires vietnamiens, provoquant et aggravant le « boum terrien ».

### Liste des présidents
- 1860-1871 : Alphonse Pinard
- 1872-1875 : Adolphe-Amand Boissaye
- 1876-1889 : Édouard Hentsch
- 1889- : Gabriel Couturier
- 1890- : Adrien Couturier
- 1891-1921 : Maurice Demarest
- 1921-1924 : Georges-Charles Grandjean
- 1924- : Marcel Delanney
- 1932- : Maurice Devies
- 1951- : Bernard de Laguiche

## Sources
- Sudel Fuma, Un exemple d'impérialisme économique dans une colonie française au XIXe siècle: l'île de la Réunion et la Société du Crédit Foncier Colonial, Paris, L'Harmattan; Saint-Denis, Université de La Réunion, 2001